# 卡帕斯赫拉
卡帕斯赫拉（Kapas Hera），是印度德里國家首都轄區西南德里的一个城镇。总人口21595（2001年）。

## 人口
该地2001年总人口21595人，其中男性13612人，女性7983人；0—6岁人口3461人，其中男1804人，女1657人；识字率70.55%，其中男性为78.93%，女性为56.27%。